# Retorno sobre ativos
O retorno sobre ativos (ROA) mostra a percentagem de quão rentável são os ativos de uma empresa estão em geração de receita.
ROA pode ser calculado como a razão entre lucro operacional e os ativos totais:
{\displaystyle \mathrm {ROA} ={\frac {\mbox{Lucro líquido}}{\mbox{Ativos}}}}